# Schotklok

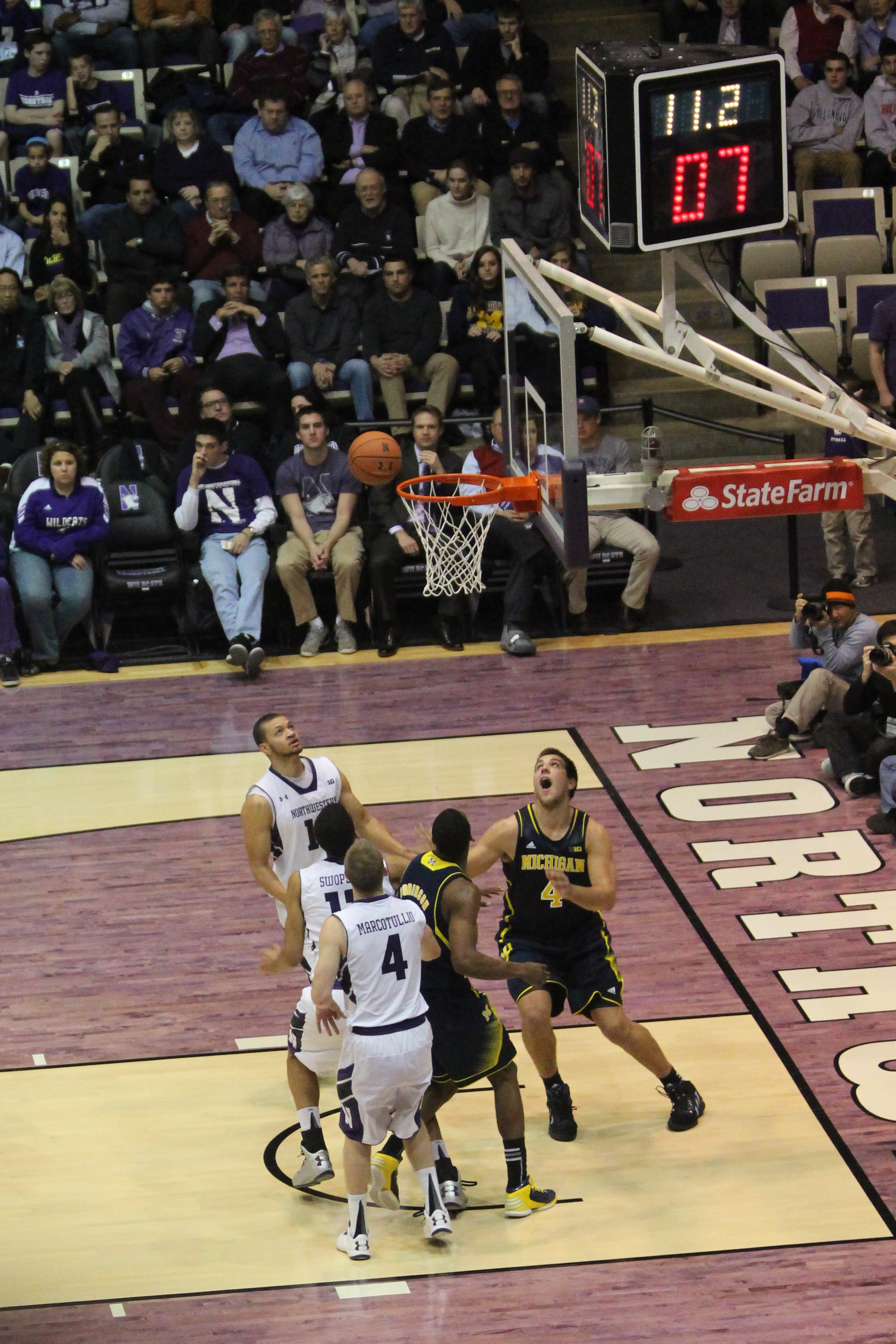
De schotklok boven de basket

De schotklok is een klok die wordt gebruikt om aan te duiden hoeveel seconden een speler nog over heeft voor het schieten van een bal. Een schotklok wordt gebruikt bij waterpolo, basketbal, korfbal, snooker, lacrosse en kanopolo.

## Basketbal
Bij basketbal wordt een schotklok alleen gebruikt in wedstrijdverband, maar is niet altijd verplicht. Dit hangt af van het niveau en de leeftijdscategorie waaronder de wedstrijd valt. Er moet binnen een aantal seconden (verschillend per competitie) een scoringspoging gedaan worden op de basket, waarbij de bal de ring moet raken. Als dat niet het geval is gaat er een signaal af en krijgt de tegenpartij balbezit. De schotklok start bij aanvang van de wedstrijd, veranderen van balbezit, na een fout en nadat de bal de ring geraakt heeft. Indien de bal de ring niet raakt, dan heet dat een 'air ball'.
In de NBA (sinds 1954), WNBA (sinds 2006) en FIBA (sinds 2000, 30-seconden van 1956 t/m 2000) telt de schotklok af in 24 seconden, waardoor het ook de "24-seconden klok" genoemd. Heren college basketball gebruikt een 35-seconden klok (sinds 1993, 45-seconden van 1985 t/m 1993) in Amerika en een 30-seconden klok in Canada. Dames college basketball in Amerika en Canada hebben een 30-seconden klok.
| Organisatie | Schotklok   |
| ----------- | ----------- |
| CIS Men     | 30 seconden |
| CIS Women   | 30 seconden |
| FIBA        | 24 seconden |
| NBA         | 24 seconden |
| WNBA        | 24 seconden |
| NCAA Men    | 35 seconden |
| NCAA Women  | 30 seconden |

## Korfbal
Bij korfbal moet er bij wedstrijden in de (reserve) Korfbal League, (reserve) Hoofdklasse, (reserve) Overgangsklasse, eerste klasse en de Hoofdklasse en Overgangsklasse van de A en B-jeugd, binnen 25 seconden geschoten zijn op de korf. Deze tijd gaat in op het moment dat de aanvallende partij de bal in het aanvalsvak ontvangt. Als de bal niet binnen 25 seconden de korf raakt, is dit een overtreding en gaat het balbezit naar de tegenstander.